# 今井一
今井 一（いまい はじめ）は、フリーのジャーナリストであり、市民グループ［国民投票／住民投票］情報室の代表。
市民グループ INIT 国民発議プロジェクトの運営委員。

## 経歴
1954年大阪市生まれ。関西大学文学部哲学科卒業。卒業論文は「現存する社会主義国における自由の諸問題」。
1981年からポーランド民主化運動を取材し、1989年に『チェシチ―うねるポーランドへ』で、ノンフィクション朝日ジャーナル大賞を受賞。その後、民主革命に揺れるソ連及び東欧の現地取材を重ね、民主化の進行とソ連を盟主とした社会主義共同体の崩壊を見届ける。
1996年からは、新潟県巻町、同刈羽村、岐阜県御嵩町、名護市、徳島市、米原町、岩国市など各地で実施された住民投票を精力的に取材。
また、2004、2005年に、スイス、フランス、オランダ、2012年にスウェーデン、リトアニア、2016年にイギ リスへ赴き、国民投票の実施実態を調査、現地取材。
そして、2006年～07年には、衆参各院の「憲法調査特別委員会」に参考人及び公述人として５度に渡り招致され､国民投票のあるべきルールや諸外国での実態などについて陳述する。

## 訴訟
2017年8月26日、デモクラTVの生放送中に、今井が前原誠司は日本共産党との選挙協力を見直す発言をしていると指摘したところ、出演していた川内博史は、前原はそのような発言はしていない間違っている、として席に詰め寄り批判した。この時に放送された川内の発言が今井の名誉を毀損したとして、今井は11月14日に東京地裁に提訴している
。

## 著作
- 『住民投票の総て』［国民投票／住民投票］情報室／編著 ISBN 978-4-9909731-4-8
- 『ビギナーのための国民投票Q&A』［国民投票／住民投票］情報室 ISBN 978-4-9909731-2-4
- 『戦争、軍隊、この国の行方──９条問題の本質を論じる』／編著［国民投票／住民投票］情報室 ISBN 978-4-9909731-1-7
- 『国民投票の総て』［国民投票／住民投票］情報室／編著 ISBN 978-4-9909731-0-0
- 『「解釈改憲＝大人の知恵」という欺瞞』現代人文社 ISBN 978-4-87798-614-8
- 『原発、いのち、日本人』集英社新書／編著　ISBN 978-4087206739
- 『「憲法九条」国民投票』集英社新書 ISBN 978-4087202113
- 『「原発」国民投票』集英社新書 ISBN 978-4087206036
- 『住民投票―観客民主主義を超えて』 岩波新書 ISBN 978-4004306931
- 『対論!戦争、軍隊、この国の行方―─九条改憲・国民投票を考える』 青木書店／編著 ISBN 978-4250204098
- 『住民投票Q&A』（岩波ブックレット ） 岩波書店 ISBN 978-4000034029
- 『チェシチ―うねるポーランドへ』 朝日新聞社 ISBN 978-4022561237
- 『「9条」変えるか変えないか―憲法改正・国民投票のルールブック』 現代人文社 ISBN 978-4877982560
- 『大事なことは国民投票で決めよう!―世界の常識「国民投票」のすすめ』 ダイヤモンド社 ISBN 978-4478180112
- 『革命後の風景―モスクワ発バルト経由ワルシャワ行き 教育史料出版会』 ISBN 978-4876522194
- 『住民投票』 日経PR／編著 ISBN 978-4532690021
- 『阪神大震災の被災者にラジオ放送は何ができたか』同朋舎／監修
- 『市民が広げる議会公開─傍聴を閉ざす議会とメディアの欺瞞』／編著 現代人文社／編著

- 「AERA」の人物ルポルタージュ・現代の肖像への執筆
  - 2009.9.14 現代の肖像 伊藤真 「伊藤塾」塾長
  - 2013.5.27 現代の肖像 キャスター 辛坊治郎 ニュースの海から太平洋へ
  - 2011.2.14 現代の肖像 阿武野勝彦 東海テレビ放送・プロデューサー
  - 2016.4.25 現代の肖像 二村知子 隆祥館書店店主 ある街の本屋の奇跡
  - 2013.7.1 現代の肖像 想田和弘 映画監督 観察者が夢見た映画という自由
  - 2015.11.9 現代の肖像 法哲学者、東京大学教授 井上達夫 リベラリストの本懐
  - 2016.2.15 現代の肖像 ラジオパーソナリティ 道上洋三 ごはんと味噌汁と道上洋三
  - 2011.5.16 現代の肖像 河村たかし 減税日本代表、名古屋市長
  - 2012.10.15 現代の肖像 飯田哲也:環境エネルギー政策研究所所長 脱原発は革命である
  - 2011.3.21 現代の肖像 枝野幸男 内閣官房長官
  - 2015.2.9 現代の肖像 毛丹青 作家・神戸国際大学教授 「反日」でもなく「親日」でもなく
  - 2010.2.15 現代の肖像 仙谷由人 国家戦略・行政刷新担当相
  - 2011.12.26 現代の肖像 京都大学原子炉実験所助教 小出裕章 40年前に刻まれた反原発の理想
  - 1997.12.01 現代の肖像 千葉麗子(チェリーベイブ社長)電脳的美少女の逆襲
  - 2015.4.27 現代の肖像 元経済産業省官僚、「フォーラム4」提唱者 古賀茂明 改革を求めて孤立を恐れず
  - 2014.1.20 現代の肖像 大阪府立淀川工科高校吹奏楽部顧問 丸谷明夫 大阪発「淀工」という奇跡
  - 1998.02.09 現代の肖像 中坊公平(弁護士)救国の「親父」リーダーシップ
  - 1997.08.18 現代の肖像 佐喜真道夫(美術館長)--見捨てられたオキナワ。見放せないヒトの心
  - 2010.9.27 現代の肖像 土井香苗 弁護士/国際NGOヒューマン・ライツ・ウォッチ日本代表
  - 2014.8.18 現代の肖像 慶應義塾大学名誉教授・弁護士 小林節 無敵の立憲主義者の論理と心理
  - 1996.07.15 現代の肖像 笹口孝明・新潟県巻町町長--原発の是非を住民投票で問う